# Nuit et brouillard (Jean Ferrat)
Nuit et brouillard (Nacht en nevel) is een lied van Jean Ferrat (1930-2010). Het verscheen in 1963. Jean Ferrat beschrijft in het lied het lot van de slachtoffers van de Duitse concentratiekampen tijdens de Tweede Wereldoorlog. Tegelijkertijd verwoordt hij een traumatisch en persoonlijk drama. Tijdens de Tweede Wereldoorlog werd zijn joodse vader Michel Tenenbaum op 19 maart 1942 in Parijs op straat opgepakt en geïnterneerd in het interneringskamp Royallieu in Compiègne en daarna in Drancy. Vervolgens werd hij getransporteerd naar Auschwitz waar hij op 5 oktober 1942 op 56-jarige leeftijd werd vermoord door de Duitsers. Jean Ferrat was toen twaalf jaar. Met Nuit et brouillard herdacht hij alle slachtoffers van de concentratiekampen.

## De titel
De titel verwijst naar de instructie Nacht und Nebel (Richtlinien für die Verfolgung von Straftaten gegen das Reich oder die Besatzungsmacht in den besetzten Gebieten), ondertekend door Adolf Hitler in 1941. Hierin werd de opdracht gegeven om iedereen die in de bezette gebieden een bedreiging was voor het Derde Rijk of het leger, de Wehrmacht, te transporteren naar Duitsland om ze daar in het absolute geheim te laten verdwijnen. 
In de jaren zestig was de deportatie van Franse verzetsstrijders al goed gedocumenteerd, maar dit was nog niet het geval met de deportatie en uitroeiing van joodse Fransen en andere bevolkingsgroepen. Jean Ferrat probeerde juist hier aandacht aan te geven. Hij beschreef het lot van Jean-Pierre, Natacha of Samuel ongeacht tot welke godsdienst zij behoorden, of zelfs helemaal niet godsdienstig waren: “Ils s'appelaient Jean-Pierre, Natacha ou Samuel/Certains priaient Jésus, Jéhovah ou Vishnou/D'autres ne priaient pas, mais qu'importe le ciel”.